# Marek Kusto
Marek Andrzej Kusto (Bochnia, 1954. április 29. –) lengyel válogatott labdarúgó, edző.
A lengyel válogatott tagjaként részt vett az 1974-es, az 1978-as és az 1982-es világbajnokságon.

## Sikerei, díjai
Legia Warszawa
- Lengyel kupagyőztes (2): 1979–80, 1980–81

Lengyelország
- Világbajnoki bronzérmes (2): 1974, 1982